# Manne Siegbahn
Karl Manne Georg Siegbahn (Örebro, 3 december 1886 – Stockholm, 26 september 1978) was een Zweeds natuurkundige en in 1924 winnaar van de Nobelprijs voor de Natuurkunde voor zijn ontdekkingen en onderzoek op het gebied van de röntgenspectroscopie.

## Opleiding en loopbaan
Siegbahn begon zijn studie aan de Universiteit van Lund in 1906 en was daar vanaf 1907 assistent van Johannes Rydberg. In 1911 promoveerde hij op een proefschrift getiteld Magnetische Feldmessungen ("metingen van het magnetische veld") en vervolgens kreeg hij een aanstelling aan de universiteit.
Na de dood van Rydberg (in 1919) volgde Siegbahn hem op als hoogleraar in de natuurkunde (1920). In 1923 verhuisde hij naar de Universiteit van Uppsala waar hem de leerstoel natuurkunde werd aangeboden. In 1937 werd hij benoemd als professor in de natuurkunde aan de Universiteit van Stockholm en in hetzelfde jaar werd hij de eerste directeur van Nobel-instituut voor de natuurkunde, een positie die hij tot 1964 bekleedde. Hij was ook van 1939 tot 1964 lid van het Comité international des poids et mesures ("Internationaal comité voor gewichten en maten").

## Onderzoek
Na zijn promotie hield Siegbahn zich van 1912 tot 1937 voornamelijk bezig met röntgenspectroscopie. Hij ontwikkelde nieuwe instrumenten (onder andere speciale tralies) die een hogere intensiteit van de röntgenstraling en een grotere precisie van de metingen mogelijk maakten en ontdekte op deze manier een nieuwe serie lijnen in het röntgenspectrum, de zogenaamde M-serie. Hij bewees ook dat röntgenstralen worden afgebogen door een prisma (deze buiging is lastig waar te nemen omdat het effect veel kleiner is dan bij licht en omdat de röntgenstraling grotendeels door het prisma wordt geabsorbeerd). Hij bedacht ook de naar hem genoemde Siegbahn-notatie voor de karakteristieke spectraallijnen van de elementen, die nog steeds veel wordt gebruikt.
Na 1937 hield Siegbahn zich vooral bezig met kernfysica. Onder zijn leiding werden twee cyclotrons en een aantal elektronenspectrografen gebouwd. Met behulp van deze instrumenten werden onder andere de magnetische eigenschappen van atoomkernen bij verscheidene kernreacties bestudeerd. Gedurende zijn leven verkreeg Siegbahn meerdere onderscheidingen, waaronder de Hughes Medal (1934), de Rumford Medal (1940) – beide van de Royal Society – en de Duddell Medal (1948) van het Institute of Physics (IoP). Tevens was hij van 1938 tot 1947 president van de International Union of Pure and Applied Physics (IUPAP).

## Persoonlijk
Mannes vader was Nils Reinhold Georg Siegbahn, stationsmeester bij de Zweedse spoorwegen en zijn moeder was Emma Sofia Mathilda Zetterberg. Manne Siegbahn trouwde in 1914 met Karin Högbom en zij kregen twee zonen, Bo Lennart Georg (1915-2008) en Kai Manne Börje (1918-2007). Kai Siegbahn won in 1981 zelf de Nobelprijs voor de natuurkunde, voor onderzoek in de elektronenspectroscopie en vanaf 1954 was hij professor in Uppsala op de leerstoel die zijn vader ook jarenlang bezet had. Hij had vooroordelen ten opzichte van vrouwen in de wetenschap. Toen Lise Meitner, de eerste die een natuurkundige verklaring gaf voor kernsplitsing, in 1939 naar Zweden vluchtte, kreeg ze een zeer onderbetaalde aanstelling.